# سل (سويسرا)
سل (بالألمانية: Zell) هي إحدى بلديات مقاطعة فينترتور في كانتون زيورخ في سويسرا. تبلغ مساحتها 12.70 كيلومتر مربع، ويقدر عدد سكانها بـ 5939 نسمة (حسب تعداد ديسمبر 2017).

## أعلام
- باول بوركهارد
- كارل ويلهلم ريتر